# تنگه وحشت (فیلم ۱۹۶۲)
تنگهٔ وحشت (انگلیسی: Cape Fear) یک فیلم تریلر روانشناسانه ترسناک به کارگردانی جی. لی تامپسون محصول سال ۱۹۶۲ است. این فیلم سال ۱۹۹۱ توسط مارتین اسکورسیزی با همین نام بازسازی شد و برخی از بازیگران اصلی این فیلم در آن نسخه نیز حضور داشتند.

## بازیگران
- گریگوری پک
- رابرت میچام
- مارتین بالسام
- پالی برگن
- لوری مارتین
- تلی ساوالاس
- ادوارد پلات
- جک کروشن